# Вино
Вино је пољопривредно-прехрамбени производ, добијен потпуном или делимичном алкохолном ферментацијом свежег грожђа, кљука или шире од грожђа — винских сорти винове лозе. Такође, вино се може правити од неких делова биљака и од разноврсног воћа. Природни баланс грожђа је такав да може да изазове врење без икаквог додавања шећера, киселина, ензима и других супстанци које изазивају ферментацију.‍:стр. 11–16 Пића слична вину могу се производити ферментацијом другог воћа и цвећа: воћно вино, вино од јечма, од пиринча (саке), меда (медовина), па чак и од биља (кинеско вино). Различите сорте грожђа и сојеви квасца главни су фактори у различитим стиловима вина. Ове разлике су резултат сложених интеракција између биохемијског развоја грожђа, реакција укључених у ферментацију, окружења за узгој грожђа (теруар) и процеса производње вина. Комерцијална употреба речи вино је у многим земљама заштићена законом.
Вино поседује историју дугу око 8.000 година — верује се да су прва вина настала на простору данашње Грузије (6000. п. н. е.), Ирана (5000. п. н. е.), Италија и Јерменија (4000. п. н. е.). Вино Новог света је донекле повезано са алкохолним пићима које су производили домородачки народи Америке, али је углавном повезано са каснијим шпанским традицијама у Новој Шпанији. Касније, како је вино Старог света даље развијало технике виноградарства, Европа је обухватала три највећа региона за производњу вина. Данас су пет земаља са највећим регионима за производњу вина у Италија, Шпанија, Француска, Сједињене Државе и Кина.‍:стр. 32
Наука која се бави проучавањем вина зове се енологија.
Вино настаје тако што се гњечи грожђе, а сок који се добија гњечењем назива се шира.
У основи производње вина лежи хемијски процес ферментације, током којег, под утицајем квасаца у анаеробним условима, долази до разлагања различитих шећера до етанола, при чему долази до ослобађања угљеник-диоксида. Процес врења или ферментације обично траје неколико недеља, а после тога вино се пречишћава и претаче у буриће или бачве.
Поред шећера, сок грожђа садржи киселине које су такође битне за укус вина. Љуска и семе садрже танине, једињења опорог укуса (као незрела дуња) која су природни конзерванси, омогућавају старење вина и његово сазревање а не дозвољавају да се поквари. На површини зрна се налазе ћелије квасца, али тај квасац обично није довољан да се направи вино — у току производње квасац се додаје.
Вино је произвођено хиљадама година. Најранији познати трагови вина потичу из Кине (око 7000 п. н. е), и Ирана (око 5000 п. н. е.). Најранија позната винарија је 6.100 година стара Арени-1 винарија у Јерменији. Вино је досегло Балкан до 4500. п. н. е. и конзумирано је и слављено у античкој Грчкој, Тракији и Риму. Током историје, вино је конзумирано због својих опојних учинака.
Вино је дуго имало важну улогу у религији. Црно вино су антички Египћани асоцирали са крвљу. Њега су користили Грци у култу Диониса и Римљани у својим Баханалијама; јудаизам је исто тако инкорпорирао црно вино у Кидуш, а хришћанство у причешће. Египатска, грчка, римска и израелска винска култура и даље су повезане са овим древним коренима. Слично, највећи вински региони у Италији, Шпанији и Француској имају наслеђе у вези са сакраменталним вином, исто тако, традиција виноградарства у југозападним Сједињеним Државама започела је у Новој Шпанији када су католички фратри и монаси први производили вина у Новом Мексику и Калифорнији.

## Историја
Најранији познати трагови вина потичу из Грузије (око 6000. п. н. е.), Ирана (Персија) (око 5000. п. н. е.), Јерменије (око 4100. п. н. е.), и Сицилије (око 4000. п. н. е.). Вино је стигло на Балкан до 4500. године пре нове ере, а конзумирало се и славило у старој Грчкој, Тракији и Риму. Током историје, вино се конзумирало због свог опојног дејства.
Најранији археолошки и археоботанички докази о вину од грожђа и виноградарству, који датирају из периода 6000–5800 пре нове ере, пронађени су на територији савремене Грузије. Археолошки и генетски докази сугеришу да је најранија производња вина на другим местима била релативно каснија, вероватно на јужном Кавказу (који обухвата Јерменију, Грузију и Азербејџан), или у западноазијском региону између источне Турске и северног Ирана. Најранија позната винарија из 4100. године пре нове ере је винарија Арени-1 у Јерменији.
Један извештај археолога из 2003. указује на могућност да се грожђе мешало са пиринчем за производњу ферментисаних пића у древној Кини у раним годинама седмог миленијума пре нове ере. Грнчарија са неолитског локалитета Ђаху, Хенан, садржи трагове винске киселине и других органских једињења која се обично налазе у вину. Међутим, не може се искључити ни друго воће које је аутохтоно у региону, као што је бели глог. Да су ова пића, која изгледају као претходници пиринчаног вина, укључивала грожђе, а не друго воће, то би била било која од неколико десетина аутохтоних дивљих врста у Кини, а не Vitis vinifera, која је уведена 6000 година касније.
Године 2020, 2.600 година стара добро очувана феничанска преса за вино ископана је у Тел ел-Бураку, јужно од Сидона у Либану, вероватно намењена прављењу вина за трговину у њиховим колонијама. Ширење винске културе на запад највероватније је последица Феничана, који су се ширили из базе градова-држава дуж медитеранске обале са центром око данашњег Либана (као и укључујући мале делове Израела/Палестине и приобалне Сирије); међутим, нурагијска култура на Сардинији је већ имала обичај конзумирања вина пре доласка Феничана. Вина из Библоса су се извозила у Египат током Старог краљевства, а затим и широм Медитерана. Докази за ово укључују две феничанске олупине из 750. п. н. е, пронађене са нетакнутим теретом вина, које је открио Роберт Балард. Као први велики трговци вином (черем), Феничани су га, изгледа, заштитили од оксидације са слојем маслиновог уља, а затим печатом од боровине и смоле, сличним рецини.
Најранији остаци палате Ападана у Персеполису који датирају из 515. п. н. е. укључују резбарије које приказују војнике из народа потчињених Ахеменидском царству који доносе дарове краљу Ахеменида, међу њима и Јермени који доносе своје познато вино.
Књижевних референци на вино има у изобиљу код Хомера (8. век пре нове ере, али се вероватно односе на раније композиције), Алкмана (7. век пре нове ере) и других. У старом Египту, шест од 36 винских амфора пронађених је у гробници краља Тутанкамона је под именом „Кај“, краљевског главног винара. Пет од ових амфора је означено да потичу са краљевог личног имања, а шеста са имања краљевске куће Атон.‍:стр. 32 Трагови вина су такође пронађени у централноазијском Синђангу у данашњој Кини, који датирају из другог и првог миленијума пре нове ере.
Прво познато помињање вина на бази грожђа у Индији је из списа Чанакије из касног 4. века пре нове ере, главног министра цара Чандрагупте Маурије. У својим списима, Чанакија осуђује употребу алкохола док бележи често уживање цара и његовог двора у стилу вина познатог као маду.
Стари Римљани су засадили винограде у близини гарнизонских градова како би се вино могло производити локално, а не слати на велике удаљености. Неке од ових области су данас светски познате по производњи вина.‍:стр. 32 Римљани су открили да су запаљене сумпорне свеће у празним посудама за вино одржавале те посуде свежим и без мириса сирћета. У средњовековној Европи, римокатоличка црква је подржавала вино јер га је свештенство користило за мисе. Монаси у Француској су годинама правили вино, одлежавајући га у пећинама. Стари енглески рецепт који је преживео у различитим облицима до 19. века захтева пречишћавање белог вина од бастарда — лошег или окаљаног бастардо вина.
Касније су потомци светог вина оплемењени ради бољег укуса. Ово је довело до модерног виноградарства у француском вину, италијанском вину, шпанском вину, а ове традиције винове лозе пренете су на вино Новог света. На пример, мисионарско грожђе су донели фрањевачки монаси у Нови Мексико 1628. године, чиме је почело винско наслеђе Новог Мексика, ово грожђе је такође донето у Калифорнију чиме је покренута калифорнијска винска индустрију. Захваљујући шпанској винској култури, ова два региона су на крају еволуирала у најстарије и највеће произвођаче вина у Сједињеним Државама. Викиншке саге су раније помињале фантастичну земљу испуњену дивљим грожђем и висококвалитетним вином названом управо Винланд. Пре него што су Шпанци успоставили своју америчку традицију винове лозе у Калифорнији и Новом Мексику, и Француска и Британија су безуспешно покушавале да успоставе винову лозу на Флориди, односно Вирџинији.
У источној Азији, прва модерна винска индустрија било је јапанско вино, развијено 1874. године након што је лоза донета из Европе.

## Етимологија
Реч вино сличног је етимолошког порекла у многим светским језицима (енгл. wine, шп. vino) и потиче од латинске речи vinum, а Римљани су ову реч преузели из еолског грчког fοίνος (woinos).
Енглеска реч „wine“ долази од протогерманског *winam, раног позајмљеног из латинског vinum, грузијског ღვინო (ghvee-no), „вино“, које је и само изведено из прото-индоевропског основа *win-o- (уп. јерм. գինի, gini; старогрчки: οἶνος oinos; еолски: ϝοῖνος woinos; хетитски: wiyana; ликијски: oino). Најранији потврђени термини који се односе на вино су микенски грчки 𐀕𐀶𐀺𐄀𐀚𐀺 me-tu-wo ne-wo (*μέθυϝος νέϝῳ), што значи „у (месецу)“ или „(фестивал) новог винa“, и 𐀺𐀜𐀷𐀴𐀯 wo-no-wa-ti-si, што значи „винска башта“, написано линеарним Б натписима. Линеар Б такође укључује, између осталог, идеограм за вино, тј. 𐂖.
Ултиматно индоевропско порекло те речи је предмет извесне континуиране дебате. Неки научници су приметили сличности између речи за вино у индоевропским језицима (нпр. јерменско gini, латинско vinum, старогрчко οἶνος, руско вино), картвелским (нпр. грузијски ღვინო) и семитски (*wayn; хебрејски יין; што указује на могућност заједничког порекла речи која означава „вино“ у овим језичким породицама. Грузијска реч потиче од протокартвелијанског *ɣwino-, што је или позајмљеница из протоиндоевропског или је лексема била специфично позајмљена из протојерменског *ɣʷeinyo-, одакле потиче јерменско gini. Алтернативна хипотеза од Фенриха претпоставља *ɣwino-, изворну картвелску реч изведену из вербалног корена *ɣun- ('савијати се'). Погледајте *ɣwino- за више. Све ове теорије постављају порекло речи на исту географску локацију, Јужни Кавказ, која је установљена на основу археолошких и биомолекуларних студија као локација порекла виноградарства.

## Типови вина
Типови вина:
- Црвено вино, направљено од плавог грожђа са љуском.
- Бело вино, направљено од зеленог грожђа или плавог грожђа без петељки.
- Розе вино, направљено од плавог грожђа, где се љуске сортирају од ране фазе процеса ферментације. Розе вино такође може да се прави од варијетета розе грожђа.
- Наранџасто вино, направљено од белог винског грожђа где се не уклањају љуске грожђа
- Пенушаво вино, направљено од зеленог и плавог грожђа. Шампањац се прави од пино ноар, пино менје и шардоне око Ремса.
- Ојачано вино, вино са већим садржајем алкохола од осталих врста.
- Ледено вино, вино карактеристичног слатког укуса и ниског садржаја алкохола.
- Десертна вина су слатка вина која се обично служе уз десерт.

Типиви имају толико различите особине да се у пракси сматрају различитим пићима.

### Црно вино
- Каберне совињон (фр. Cabernet Sauvignon) — Ово је најпопуларније грожђе на свету кад је производња црног вина у питању. Гаји се у Бугарској, Чилеу, Аустралији, Калифорнији, јужној Француској. Има мала плаво-црна зрна са дебелом кожом, касно олиста и касно сазрева.
- Мерлот или мерло (фр. Merlot) — Од овог грожђа се прави најскупље црно вино на свету — Chateau Petrus. Гаји се у Бордоу, има велика зрна са танком кожом, укус има трагове боровнице и менте.
- Небиоло (итал. Nebbiolo) — Даје врло комплексна црна вина, успева на кречњачком земљишту, на већим висинама, највише у северозападној Италији. Врло тамне боје, касно сазрева. Неббиа на италијанском знаци магла.
- Пино ноар (фр. Pinot noir) — Од овог грожђа се прави чувени бургундац. Успева на кречњачком земљишту источне Француске. Ово је „свети грал“ произвођача у многим земљама. Има танку кожу црне боје и густе, густе гроздове. Поред Француске, гаји се и у Аустралији, на Новом Зеланду, у Јужној Африци, Италији, Румунији, САД.
- Сира или шираз (фр. Syrah или Shiraz) — Древно црно грожђе са Средњег истока. Гаји се на граниту, кречњаку и песку у долини Роне (Француска), у Калифорнији и Аустралији. Плаво-црне боје, има мала зрна и дебелу кожу. Релативно рано сазрева. Даје високе приносе, па произвођачи, ако желе виши квалитет, морају да га контролишу и смањују.
- Санђовезе (итал. Sangiovese) — Ово грожђе се гаји по целој Италији, као и у Аргентини и Калифорнији. Расте на кречњаку, али и на глини, споро и касно сазрева, подложно је оксидацији. Најбоља врста је санђовезе пиколо.
- Нови божоле (фр. Beaujolais nouveau) — веома младо француско вино, које се пије тек шест недеља након бербе. Настало је од сорте винове лозе божоле.

### Бело вино
- Шардоне (фр. Chardonnay) — Бели шардоне је вероватно најтраженије грожђе на свету. Боље успева на сиромашнијем земљишту, али се прилагођава и другим типовима. Даје мале гроздове танке коже. Рано цвета и зри. Данас се гаји у свакој земљи у којој се прави вино.
- Шенин бланк (фр. Chenin blanc) — Бело грожђе, користи се за најразноврснија вина, даје обична и пенушава, сува и слатка. Гаји се највише у долини Лоаре - југозападна Француска, све до Атлантика. Има танку кожу, касно сазрева. Расте и у Јужној Африци, Калифорнији, Аустралији и Новом Зеланду. Даје дуготрајна вина, али и вина која се одмах пију.
- Црвени траминер или клевнер — Није потпуно бело грожђе грожђе, розе је, даје сува и слатка бела вина, карактеристичног ароматичног, некако зачињеног укуса. Gewurtz значи зачин. Пореклом је из Aldo Adiga — италијанска покрајина у којој се говори немачки језик. Ружичаста кожа, некада жута. Гаји се и у Алзасу (Француска, део према Немачкој), Аустрији, Немачкој, Словенији, Мађарској, Чешкој и Словачкој, Румунији, у Аустралији и на Новом Зеланду.
- Ризлинг (фр. Risling) — Постоје и слабија вина као што је олац и лашки ризлинг. Воли хладнију климу. Бледа зрна са мрљама, у малим гроздовима. Касно цвета и зри. Даје врхунска сува, полуслатка и слатка вина. Гаји се у Немачкој, Алзасу, Италији, Аустралији, САД.
- Совињон бланк (фр. Sauvignon blanc) — Грожђе долине Лоаре, расте на кречњаку, песку, шљунку. Компактни мали гроздови танке коже. Рано зри. Гаји се и у Италији, Јужној Африци, на Новом Зеланду, у Аустралији и САД.
- Семилон (фр. Semillon) — Даје сјајна слатка и висококвалитетна сува вина. Има велика зрна и танку кожу. Тражи специфичне климатске услове. Расте у Бордоу у Француској, Чилеу, Аустралији, САД, Јужној Африци.

## Стилови
Вино се прави на више начина од различитог воћа, а најчешће је грожђе.

### Од грожђа
Врста грожђа која се користи и степен контакта са љуском током екстракције сока одређују боју и општи стил вина. Боја није повезана са слаткоћом вина - сва вина могу бити слатка или сува.
|               | Дуг контакт са љуском грожђа | Кратак контакт са љуском грожђа | Нема контакта са љуском грожђа |
| ------------- | ---------------------------- | ------------------------------- | ------------------------------ |
| Црвено грожђе | Црвено вино                  | Розе вино                       | Бело вино                      |
| Бело грожђе   | Наранџасто вино              |                                 | Бело вино                      |

#### Црвено вино
Црвено вино добија своју боју и укус (посебно танине) од љуске грожђа, дозвољавајући грожђу да се упије у екстраховани сок. Црвено вино се прави од тамно обојених црвених сорти грожђа. Стварна боја вина може да варира од љубичасте, типичне за млада вина, преко црвене за зрела вина, до браон за старија црвена вина. Сок од већине црвеног грожђа је заправо зеленкасто-бел; црвена боја потиче од антоцијана присутних у љусци грожђа. Значајан изузетак је породица ретких сорти теинтуриера, које заправо имају црвено месо и производе црвени сок.

#### Бело вино
Да би се направило бело вино, грожђе се брзо цеди, и сок се одмах исцеди из љуске грожђа. Грожђе које се користи је обично беле сорте грожђа, мада се може користити и црвено грожђе ако винар пази да не дозволи да љуска замрља сладовину током одвајања сока од пулпе. На пример, пино ноар (црвено грожђе) се обично користи у шампањцу.
Суво (са ниским садржајем шећера) бело вино је најчешће добијено путем потпуне ферментације сока, али се праве и слатка бела вина као што је Мочато д'Асти.

#### Розе
Розе вино добија боју од љуске црвеног грожђа, али не довољно да се квалификује као црвено вино. То је можда најстарија позната врста вина, јер ју је најједноставније направити методом контакта са љуском. Боја може да варира од бледо наранџасте до живописне скоро љубичасте, у зависности од сорти које се користе и техника прављења вина.
Постоје три основна начина за производњу розе вина: контакт са љуском (омогућава тамној љусци грожђа да замрља сладовину), сенје (уклањање сока из шире у раној ферментацији и наставак ферментације сока одвојено) и мешање црног и белог вина (неуобичајено и обесхрабрено у већини виноградарских региона). Розе вина имају широк спектар нивоа слаткоће од сувог провансалског розеа до слатких белих зинфандела и руменила. Розе вина се производе од великог броја сорти грожђа широм света.

#### Наранџасто вино
Понекад се називају и ћилибарским винима, то су вина направљена од белог грожђа, али са љуском која се натопи током цеђења, слично као у производњи црвеног и розе вина. Она су приметно танинска, и обично постају сува.

#### Пенушаво вино
Ово су шумећа вина, направљена у било ком од горе наведених стилова (тј. наранџасто, црвено, розе, бело). Она морају проћи секундарну ферментацију да би се створио угљен-диоксид, који ствара мехуриће.
Две уобичајене методе за постизање овога су традиционална метода, која се користи за каву, шампањац и скупља пенушава вина, и Чарматова метода, која се користи за просеко, асти и јефтинија вина. Такође се користи метода хибридног трансфера, која даје средње резултате, а једноставно додавање угљен-диоксида се користи у најјефтинијим винима.
Боце које се користе за пенушаво вино морају бити дебеле да издрже притисак гаса иза чепа, који може бити до 6 atm (88 psi).

#### Десерт
Ово се односи на слатка вина која имају висок ниво шећера који остаје након ферментације. Постоје различити начини повећања количине шећера у вину, чиме се добијају производи различите јачине и имена. ледено вино, порт, саутернес, токаји Асу, трокенбиренауслис и вин санто су неки од примера.

### Од другог воћа и хране

#### Воће
Вина од другог воћа, као што су јабуке и бобице, обично се називају по воћу од којег су произведена и комбинована са речју „вино“ (на пример, јабучно вино и зовино вино) и генерички се називају воћно вино или сеоско вино (слично француском термину vin de pays). Осим сорти грожђа које се традиционално користе за прављење вина, већини воћа природно недостаје довољно ферментабилних шећера, одговарајућа количина киселости, количине квасца потребне за подстицање или одржавање ферментације, или нека комбинација ова три материјала. Ово је вероватно један од главних разлога зашто је вино добијено од грожђа историјски било преовлађујуће у односу на друге врсте, и зашто су специфичне врсте воћних вина углавном биле ограничене на регионе у којима је воће било изворно или унето из других разлога.

#### Мед
Медовина, која се назива и вино од меда, настаје ферментацијом меда са водом, понекад са разним воћем, зачинима, житарицама или хмељем. Све док је примарна ферментисана супстанца мед, пиће се сматра медовином. Медовина се производила у древној историји широм Европе, Африке и Азије, и била је позната у Европи пре вина од грожђа.

#### Скроб
Друга пића која се зову „вино“, као што су јечмено вино и пиринчано вино (нпр. саке, хуангђу и чеонгју), праве се од материјала на бази скроба и више подсећају на пиво него на традиционално вино, док се ђумбирно вино појачава ракијом. У овим последњим случајевима, термин „вино“ се односи на сличност у садржају алкохола, а не на процес производње. Комерцијална употреба речи „вино“ (и њеног еквивалента на другим језицима) заштићена је законом у многим јурисдикцијама.

## Варијетети грожђа
Вино се обично прави од једне или више сорти европске врсте Vitis vinifera, као што су Пино ноар, Шардоне, Каберне совињон, Боргоња и Мерлот. Када се једна од ових сорти користи као претежно грожђе (обично је дефинисано законом као минимум од 75% до 85%), резултат је „вариетал” за разлику од „мешаног” вина. Мешана вина нису нужно инфериорна у односу на вариетална вина, већ су то другачији стил прављења вина.
Вино се може правити и од других врста грожђа или од хибрида, насталих генетским укрштањем две врсте. V. labrusca (чији је култивар Конкорд грожђе), V. aestivalis, V. rupestris, V. rotundifolia и V. riparia су аутохтоно грожђе Северне Америке које се обично узгаја да би се јело свеже или за сок од грожђа, џем или желе, и само повремено за прављење вина.
Хибридизација се разликује од калемљења. Већина светских винограда је засађена европским виновом лозом Vitis vinifera која је накалемљена на подлогу северноамеричких врста, што је уобичајена пракса због њихове отпорности на филоксеру, коренову уш која на крају убија лозу. У касном 19. веку, већина европских винограда (осим неких од најсушнијих на југу) била је девастирана најездом, што је довело до масовне смрти винове лозе и каснијег поновног засађивања. Калемљење се врши у свим регионима за производњу вина у свету осим у Аргентини и Канарским острвима – јединим местима која још нису била изложена тим инсектима.
У контексту производње вина, териар је концепт који обухвата варијетете грожђа које се користе, висину и облик винограда, врсту и хемију земљишта, климатске и сезонске услове, као и локалне културе квасца. Низ могућих комбинација ових фактора може резултирати великим разликама међу винима, утичући и на процесе ферментације, дораде и старења. Многе винарије користе методе узгоја и производње које чувају или наглашавају утицај ароме и укуса њиховог јединственог теруара. Међутим, разлике у укусу су мање пожељне за произвођаче стоног вина за масовно тржиште или других јефтинијих вина, где конзистентност има предност. Такви произвођачи покушавају да минимизирају разлике у изворима грожђа кроз производне технике као што су микро-оксигенација, филтрација танина, филтрација унакрсним током, испаравање танког филма и вртећи чуњеви.
Око 700 гроздова иде у једну боцу вина, отприлике 2,6 фунти.

## Класификација
Прописи регулишу класификацију и продају вина у многим регионима света. Европска вина имају тенденцију да се класификују по регионима (нпр. бордо, риоха и кјанти), док се неевропска вина најчешће класификују према грожђу (нпр. пино ноар и мерло). Тржишна препознатљивост појединих региона је у последње време довела до њиховог све већег значаја на неевропским винским етикетама. Примери признатих неевропских локалитета укључују долину Напа, долину Санта Кларе, долину Сонома, долину Андерсон и округ Мендочино у Калифорнији; долину Виламет и долину Роуг у Орегону; долину Колумбија у Вашингтону; долину Бароса у Јужној Аустралији; долину Хантер у Новом Јужном Велсу; Лухан де Кујо у Аргентини; долину дос Вињедос у Бразилу; Хоков залив и Марлборо на Новом Зеланду; Централну долину у Чилеу; а у Канади, долина Оканаган у Британској Колумбији и полуострво Нијагара и региони округа Есекс у Онтарију су три највећа произвођача.
Неки називи блендираних вина су маркетиншки термини чија употреба је регулисана законом о жиговима, а не посебним законима о вину. На пример, меритиџ је генерално мешавина каберне совињона и мерлоа у стилу Бордоа, али може укључивати и каберне франк, петит вердо и малбек. Комерцијална употреба термина меритиџ је дозвољена само путем уговора о лиценцирању са Удружењем Меритиџ.

### Европске класификације
Француска има различите системе апелације засноване на концепту тероара, са класификацијама које се крећу од Vin de Table („стоно вино“) на дну, преко сеоског вина и ознаке порекла вина врхунског квалитета (AOVDQS), до ознаке контролисаног порекла (AOC) или слично, у зависности од региона. Португалија је развила систем који личи на онај у Француској, и заправо је била пионир тог концепта 1756. године са краљевском повељом којом је створена демаркирана регија Доуро и регулисана производња и трговина вином. Немачка је направила сличну шему 2002. године, иако још увек није стекла ауторитет система класификације других земаља. Шпанија, Грчка и Италија имају класификације засноване на двојном систему региона порекла и квалитета производа.

### Изван Европе
Вина Новог света — она која се производе ван традиционалних винских региона Европе — обично се класификују по грожђу, а не према тероару или региону порекла, иако је било незваничних покушаја да се класификују по квалитету.
Према канадским прописима о храни и лековима, вино у Канади је алкохолно пиће које се производи потпуном или делимичном алкохолном ферментацијом свежег грожђа, мосте од грожђа, производа добијених искључиво од свежег грожђа или било које њихове комбинације. Многи материјали се додају током производње, као што су квасац, концентровани сок од грожђа, декстроза, фруктоза, глукоза или чврсте супстанце глукозе, инвертни шећер, шећер или водени раствори. Калцијум сулфат у таквој количини да садржај растворљивих сулфата у готовом вину не сме да пређе 0,2 процента по запремини рачунато као калијум сулфат. Калцијум карбонат у таквој количини да садржај винске киселине у готовом вину не сме бити мањи од 0,15 тежине по запремини. Такође, сумпорна киселина, укључујући њене соли, у толикој количини да њен садржај у готовом вину не прелази 70 делова на милион у слободном стању, односно 350 делова на милион у комбинованом стању, рачунато као сумпор диоксид. Карамела, амилаза и пектиназа на максималном нивоу употребе у складу са добром производном праксом. Ракија, воћна жестока алкохолна пића или алкохол добијен алкохолном ферментацијом извора хране дестилован до најмање 94 процента алкохола по запремини. Пре завршне филтрације може се третирати са јако киселом смолом за измењивање катјона у облику натријум јона, или слабо базном смолом за измењивање анјона у облику хидроксилних јона.

## Бербе
У Сједињеним Државама, да би вино добило датум бербе и ознаку земљу порекла или америчко виноградарско подручје (AVA; на пример, долина Сонома), 95% његове запремине мора бити од грожђа убраног у датој години. Ако вино није означено земљом порекла или AVA, процентуални захтев се смањује на 85%.
Винтаж вина се углавном флаширају у једној серији, тако да ће свака боца имати сличан укус. Утицај климе на карактер вина може бити довољно значајан да изазове да различите бербе из истог винограда драматично варирају у укусу и квалитету. Дакле, винтаж вина се производе тако да буду индивидуално карактеристична за одређену бербу и да служе као водећа вина произвођача. Врхунске бербе реномираних произвођача и региона често ће имати много веће цене од њихових просечних. Нека винтаж вина (нпр. брунело) се праве само у годинама бољим од просека.
Због доследности, вина која нису винтажна могу се блендирати из више берби, што помаже произвођачима вина да одрже поуздан имиџ на тржишту и да одржавају продају чак и у лошим годинама. Једна недавна студија сугерише да за просечног винског потрошача, година бербе можда није толико значајна за перципирани квалитет као што се мислило, иако познаваоци вина и даље томе придају велики значај.

## Дегустација
Дегустација вина је сензорно испитивање и оцењивање вина. Вина садрже многа хемијска једињења слична или идентична онима у воћу, поврћу и зачинима. Слаткоћа вина је одређена количином заосталог шећера у вину након ферментације, у односу на киселост присутну у вину. Суво вино, на пример, има само малу количину заосталог шећера. Неке етикете вина предлажу отварање флаше и пуштање вина да „дише” неколико сати пре сервирања, док друге препоручују да се пије одмах. Декантирање (чин сипања вина у посебну посуду само за дисање) је контроверзна тема међу љубитељима вина. Поред аерације, декантирање помоћу филтера омогућава уклањање горких талога који су се можда формирали у вину. Талог је чешћи у старијим боцама, али аерација може бити од користи млађим винима.
Током аерације, излагање млађег вина ваздуху често „релаксира“ пиће, чинећи га глађим и боље интегрисаним у арому, текстуру и укус. Старија вина углавном бледе (губе свој карактер и интензитет укуса) са продуженом аерацијом. Упркос овим општим правилима, дисање не мора нужно користити свим винима. Вино се може дегустирати чим се флаша отвори да би се утврдило колико дуго треба да буде прозрачивано, ако уопште треба. Приликом дегустације вина могу се открити и појединачни укуси, због сложене мешавине органских молекула (нпр. естри и терпени) које сок од грожђа и вино могу да садрже. Искусни дегустатори могу разликовати укусе карактеристичне за одређено грожђе и укусе који су резултат других фактора у производњи вина. Типични намерни елементи укуса у вину — чоколада, ванила или кафа — су они који се добијају старењем у храстовим бачвама, а не од самог грожђа.
Вертикална и хоризонтална дегустација обухвата низ берби унутар истог грожђа и винограда, или последњег при чему постоји једна берба из више винограда. Ароме „банане“ (изоамил ацетат) су производ метаболизма квасца, као и ароме кварења као што су „лековита“ (4-етилфенол), „зачињена“ или „димљена“ (4-етилгвајакол), и покварено јаје (водоник сулфид). Неке сорте такође могу да испоље минералну арому због присуства соли растворљивих у води као резултат присуства кречњака у земљишту винограда. Арома вина потиче од испарљивих једињења испуштених у ваздух. Испаравање ових једињења може се убрзати вртењем чаше за вино или сервирањем на собној температури. Многи људи који пију више воле да хладе црвена вина која су већ веома ароматична, као што су шинон и божоле.
Идеална температура за послуживање одређеног вина је предмет дебате љубитеља вина и сомелијера, али су се појавиле неке широке смернице које ће генерално побољшати искуство дегустације одређених уобичајених вина. Бело вино треба да подстиче осећај хладноће, који се постиже сервирањем на „подрумској температури“ (13 °C (55 °F)). На овој температури на трпезу треба изнети и лака црвена вина која се пију млада, где ће брзо порасти за неколико степени. Црвена вина се генерално најбоље доживљавају када се служе chambré („на собној температури“). Међутим, то не значи температуру трпезарије — често око 21 °C (70 °F) — већ најхладније просторије у кући и, стога, увек нешто хладнију од саме трпезарије. Пино ноар треба да се изнесе на сто за сервирање на 16 °C (61 °F) и достиже свој пуни буке на 18 °C (64 °F). Сорте каберне совињон, зинфандел и рон треба сервирати на 18 °C (64 °F)) и оставити да се загреју на столу до 21 °C (70 °F) за најбољу арому.

## Колекционарство
Изванредне бербе из најбољих винограда могу се продати за хиљаде долара по боци, иако шири појам „фино вино“ покрива оне које се обично продају на мало изнад 30–50 УСД. Неки сматрају да су „инвестициона вина“ вебленска добра: она за којима се тражња повећава, а не смањује како им цене расту. Одређене селекције као што су „Вертикале“, које обухватају више берби одређеног грожђа и винограда, могу бити високо цењене. Најзначајнија је била 135-годишња вертикала шато дикем која је садржала све бербе од 1860. до 2003. продате за 1,5 милиона долара. Најчешћа вина која се купују за улагање су вина из Бордоа и Бургундије; култна вина из Европе и другде; и винтаж порт. Карактеристике високо колекционарских вина укључују:
1. Доказана евиденција доброг држања током времена
2. Плато оквира за пиће (тј. период зрелости и приступачности) који траје много година
3. Консензус међу стручњацима о квалитету вина
4. Ригорозне методе производње у свакој фази, укључујући селекцију грожђа и одговарајуће старење у бачви

Улагање у фино вино привукло је оне који користе релативно незнање својих жртава о овом сектору тржишта вина. Такви вински преваранти често профитирају тако што наплаћују превисоке цене за вина ван бербе или вина нижег статуса из познатих винских региона, док тврде да нуде добру инвестицију на коју не утичу економски циклуси. Као и код сваке инвестиције, темељно истраживање је од суштинског значаја за доношење информисане одлуке.

## Производња
| Позиција | Земља                  | Произведено (тона) |
| -------- | ---------------------- | ------------------ |
| 1.       | Италија                | 4.796.900          |
| 2.       | Шпанија                | 4.607.850          |
| 3.       | Француска              | 4.293.466          |
| 4.       | САД                    | 3.300.000          |
| 5.       | Кина                   | 1.700.000          |
| 6.       | Аргентина              | 1.498.380          |
| 7.       | Чиле                   | 1.214.000          |
| 8.       | Аустралија             | 1.186.343          |
| 9.       | Јужноафричка Република | 1.146.006          |
| 10.      | Немачка                | 920.200            |
| 11.      | Португал               | 603.327            |
| 12.      | Румунија               | 378.283            |
| 13.      | Грчка                  | 334.300            |
| 14.      | Русија                 | 327.400            |
| 15.      | Нови Зеланд            | 320.400            |
| 16.      | Бразил                 | 273.100            |
| 17.      | Мађарска               | 258.520            |
| 18.      | Аустрија               | 199.869            |
| 19.      | Србија                 | 198.193            |
| 20.      | Молдавија              | 149.850            |

Црвено и бело вино се добијају на готово идентичан начин.
Винова лоза расте скоро искључиво између тридесетог и четрдесетог степена јужно или северно од екватора. Најјужнији виноград на свету је у централном Отагу крај новозеландског јужног острва близу 45 паралеле, а најсевернији виноград је у Флену, у Шведској, нешто изнад 59 паралеле Боја црвеног вина потиче од егзокарпа црног грожђа, односно од пигмента антоцијана, који вину даје црвену боју, што значи да се и од црног грожђа може добити бело вино, само је потребно кожицу уклонити пре ферментације.

### Земље извознице
Испод су наведене 15 највећих земаља извозница вина (2005) — Италија, Француска, Шпанија, Аустралија, Чиле, САД, Немачка, Јужноафричка република, Португал, Румунија, Молдавија, Бугарска, Мађарска, Хрватска и Аргентина. У Калифорнији се производи око 90% вина које производи САД. Уједињено Краљевство је 2000. године по први пут у својој историји увезла више вина из Аустралије него из Француске. Велика Британија је била највећи светски увозник вина 2007.
| Ранг  | Земља            | 1000 тона |
| ----- | ---------------- | --------- |
| 1     | Италија          | 2.190     |
| 2     | Шпанија          | 2.120     |
| 3     | Француска        | 1.400     |
| 4     | Чиле             | 830       |
| 5     | Аустралија       | 640       |
| 6     | Јужна Африка     | 440       |
| 7     | Немачка          | 350       |
| 8     | Португалија      | 330       |
| 9     | Нови Зеланд      | 300       |
| 10    | Сједињене Државе | 280       |
| Свет* | Свет*            | 10,319    |

| Ранг | Земља            | Тржишни удео (% вредности у US$) |
| ---- | ---------------- | -------------------------------- |
| 1    | Француска        | 30%                              |
| 2    | Италија          | 19%                              |
| 3    | Шпанија          | 10%                              |
| 4    | Чиле             | 6%                               |
| 5    | Аустралија       | 5%                               |
| 6    | Сједињене Државе | 4%                               |
| 7    | Немачка          | 4%                               |
| 8    | Нови Зеланд      | 3%                               |
| 9    | Португалија      | 3%                               |
| 10   | Аргентина        | 3%                               |

| Позиција | Земља                  | Хектолитри ×1000 |
| -------- | ---------------------- | ---------------- |
| 1.       | Италија                | 15.100           |
| 2.       | Шпанија                | 14.439           |
| 3.       | Француска              | 13.900           |
| 4.       | Аустралија             | 7.019            |
| 5.       | Чиле                   | 4.209            |
| 6.       | САД                    | 3.482            |
| 7.       | Немачка                | 2.970            |
| 8.       | Јужноафричка република | 2.818            |
| 9.       | Португал               | 2.800            |
| 10.      | Молдавија              | 2.425            |
| Укупно   | Укупно                 | 78.729           |

| Позиција | Земља      | Удео акционог тржишта |
| -------- | ---------- | --------------------- |
| 1.       | Француска  | 22%                   |
| 2.       | Италија    | 20%                   |
| 3.       | Шпанија    | 16%                   |
| 4.       | Аустралија | 8%                    |
| 5.       | Чиле       | 6%                    |
| 6.       | САД        | 5%                    |
| 7.       | Португал   | 4%                    |
| 8.       | Немачка    | 4%                    |

## Коришћење
Подаци о потрошњи вина са листе земаља према потрошњи алкохола мерено у литрима чистог етил алкохола који се конзумира по глави становника у датој години, према најновијим подацима Светске здравствене организације. Методологија обухвата особе од 15 година или више. Око 40% особа изнад дозвољеног узраста за пиће себе сматра „винопијама“, што је више од свих осталих алкохолних пића заједно (34%) и оних који уопште не пију (26%).
Вино је популаран и битан напитак који чини саставни део како европске, тако и медитеранске кухиње — од једноставних, традиционалних јела, до најсложенијих, егзотичних специјалитета. Вино је важно у кухињи не само као пиће, већ и као и додатак јелима који обогаћује укус (углавном у динстању и печењу, где његова киселост даје баланс слатким укусима). Црвена и бела пенушава вина су најпопуларнија и позната су још и као блага вина, јер садрже само 10—14% алкохола. Аперитив и дезертна вина садрже 14—20% алкохола и она имају јачи укус од благих, јер садрже већи проценат алкохола.
Одмах по отварању флаше младог вина потребно је оставити сат времена по страни како би се „проветрило“, док је старија вина са јачим укусом препоручљиво пити када се отворе. Претакањем, из флаше ветре се талози. Талог се налази у старим боцама, али је млађа вина боље ветрити.
Током ветрења, излагање млађих вина ваздуху доприноси „опуштању“ укуса и чини их глаткијим, и уклопљеним у арому, текстуру и укус. Старија вина углавном губе на интензитету у укусу уколико се ветре.
| Земља       | Литара по глави становника |
| ----------- | -------------------------- |
| Француска   | 8,14                       |
| Португалија | 6,65                       |
| Италија     | 6,38                       |
| Хрватска    | 5,80                       |
| Андора      | 5,69                       |
| Швајцарска  | 5,10                       |
| Словенија   | 5,10                       |
| Мађарска    | 4,94                       |
| Молдавија   | 4,67                       |
| Аргентина   | 4,62                       |

| Земља                 | Вино (l) | Пиво (l) | Вино/пиво однос |
| --------------------- | -------- | -------- | --------------- |
| Екваторијална Гвинеја | 4,18     | 0,45     | 9,29            |
| Италија               | 6,38     | 1,73     | 3,69            |
| Француска             | 8,14     | 2,31     | 3,52            |
| Гватемала             | 3,92     | 1,12     | 3,50            |
| Сао Томе и Принсипе   | 3,40     | 1,12     | 3,04            |
| Уругвај               | 3,95     | 1,33     | 2,97            |
| Тонга                 | 2,29     | 0,89     | 2,57            |
| Гренланд              | 4,51     | 2,20     | 2,05            |
| Аргентина             | 4,62     | 2,49     | 1,86            |
| Португалија           | 6,65     | 3,75     | 1,77            |

### Црвено вино
Процес производње црвеног вина започиње ферментацијом. Током ње, мехурићи гаса избацују кожице на површину посуде за врење (данас углавном челичних танкова) у којој се врши ферментација.
Кожице је потребно вратити назад из два разлога: један је боја и укус, а други чињеница да уколико би им се дозволило да се осуше на површини, постале би погодан медијум за развитак микроорганизама па и ризик за контаминацију смеше.
Идеална температура за ферментацију црног вина је 29-30° C.
По завршеној ферментацији, приступа се пресовању. Користе се специјалне пресе, за финија вина користи се мањи притисак и обрнуто.
Прво вино које се само оцеди се чува одвојено од оног добијеног под притиском.

### Бело вино
Приликом производње белог вина прво се приступа пресовању чиме се одстрањују љуска, семе и петељке при чему се добија мутан жућкасти сок, који онда ферментише.
Основни захтев за ферментацију белог вина је да температура буде између 15 и 18° C. На вишој температури губе се арома и свежина.
Модерни танкови за ферментацију имају уграђене аутоматске системе за хлађење. Ферментација траје око 6 недеља.

### Розе
Постоје две основне методе за прављење розеа.
Очигледан начин је да се помеша бело вино са мало црвеног, али је ово у супротности са законом у многим земљама.
Други метод је да се започне ферментација црног грожђа као у процесу производње црвеног вина уз пажљиво надгледање ферментације. Кад смеса достигне жељену боју - уклони се кожа и ферментација заврши без ње.
Неке сорте грожђа су погодније за производњу розеа од других.

### Пречишћавање
На крају процеса ферментације ћелије квасца су мртве. Оне постепено падају на дно и формирају седимент.
Квалитетно вино се пречишћава, тако да се седимент уклони. То се ради декантовањем вина тако да талог остане на дну иницијалне посуде.
Често се вину накнадно поправља укус. Некада му се додаје шећер. Ово се обично ради у хладнијим пределима где због недовољно сунца у грожђу нема довољно шећера који би се превео у алкохол, што за последицу има недовољну јачину добијеног вина. Шећер не сме остати неферментисан и додаје се у тачно одређеним количинама.
Још један начин за поправљање укуса вина је ацидификација. То је додавање винске киселине. Ово се ради у топлијим пределима, нарочито у Аустралији.

#### Плаво бистрење вина
Плаво бистрење вина представља хемијски процес, у којем калијум фероцијанид ступа у реакцију са појединим металима (гвожђе, бакар, цинк) у вину који долазе корозијом металних судова и опреме, или из средстава за заштиту којима се грожђе прска током вегетације. Калијум фероцијанид (фероцијанкалијум) представља со фероцијановодичне киселине; кристалне је грађе и отворено жуте боје, назива се још и жутокрвна со. Ова со није отпорна али под утицајем киселина у вину се разлаже и при томе ослобађа цијановодоничну или плаву киселину (HCN), која представља један од најјачих отрова. Ово разлагање је релативно споро, тако да до појаве плаве киселине у вину може доћи ако калијум фероцијанид остане у вину у слободном стању дуже време. Калијум фероцијанид са тровалентним гвожђем формира талог берлинског плавог, одакле и назив плаво бистрење. Тровалентно гвожђе се уклања ефикасније, те је због тога циљ да се током претакања вина двовалентно гвожђе оксидише у тровалентном, ваздушним кисеоником. Доза калијум фероцијанида се мора претходно одредити пробом, јер је вишак веома штетан због могућег настанка цијановодоника у току чувања вина. Због тога Правилник о квалитету вина одређује да дозу може прописати само стручно лице или лабораторија. Со за бистрење се додаје у облику воденог раствора уз стално мешање а талог се одваја после 5-6 дана. Често се ово бистрење комбинује са додатком беланчевинастих бистрила и танина, јер се том комбинацијом постижу бољи резултати.

## Кулинарска употреба
Вино је популарно и важно пиће које прати и оплемењује широк спектар кухиња, од једноставних и традиционалних гулаша до најсофистициранијих и најсложенијих високих кухиња. Вино се често служи уз вечеру. Уз десерт се могу послужити слатка десертна вина. У финим ресторанима у западним земљама, вино обично прати вечеру. У ресторану сомелиер или вински конобар помаже посетиоцима да направе добре парове хране и вина. Особе који обедују код куће могу користити водиче за вино као помоћ у упаривању хране и вина. Вино се пије и без пратње оброка у винским баровима или уз избор сирева (на журци вина и сира). Вина се такође користе као тема за организовање разних догађаја као што су фестивали широм света; град Куопио у Северној Савонији у Финској познат је по својим годишњим фестивалима вина у Куопиу (Kuopion viinijuhlat).
Вино је важно у кухињи не само због своје вредности као пића, већ и као ароме, првенствено у бујонима и динстању, јер његова киселост даје равнотежу богатим сланим или слатким јелима. Вински сос је пример кулинарског соса који користи вино као примарни састојак. Природна вина могу да испољавају широк спектар садржаја алкохола, од испод 9% до изнад 16% ABV, при чему је већина вина у распону од 12,5–14,5%. Ојачана вина (обично са ракијом) могу да садрже 20% алкохола или више.

## Религијски значај

### Древне религије
Употреба вина у древним блискоисточним и староегипатским верским церемонијама била је уобичајена. Либације су често укључивале вино, а религиозне мистерије Диониса користиле су вино као сакраментални ентеоген да изазову стање које мења ум.

### Јудаизам
Вино је саставни део јеврејских закона и традиције. Кидуш је благослов који се рецитује уз вино или сок од грожђа како би се посветио Шабат. На Песах (Пасха) током Седера, рабинска је обавеза одраслих да попију четири чаше вина. У табернаклу и у храму у Јерусалиму либација вина је било део жртвене службе. Треба имати на уму да то не значи да је вино симбол крви, што је уобичајена заблуда која доприноси хришћанском веровању у крвну клевету. „Једна од окрутних иронија историје била је да је крвна клевета — оптужбе против Јевреја да користе крв убијене нејеврејске деце за прављење вина и маца — постала лажни изговор за бројне погроме. А због опасности, они који живе у месту где се дешавају крвне клевете су халахички изузети од употребе црног вина, да не би било заплењено као „доказ“ против њих.“

### Хришћанство
У хришћанству, вино се користи у светом обреду званом Евхаристија, који потиче из јеванђељског извештаја о Тајној вечери (Јеванђеље по Луки 22:19) где се описује како Исус дели хлеб и вино са својим ученицима и заповеда им да „ово чине на спомен од мене." Веровања о природи Евхаристије се разликују међу деноминацијама (види супротстављене евхаристијске теологије).
Док неки хришћани сматрају да је употреба вина из грожђа неопходна за валидност сакрамента, многи протестанти такође дозвољавају (или захтевају) пастеризовани сок од грожђа као замену. Вино су користиле све протестантске групе у евхаристијским обредима све док се крајем 19. века није појавила алтернатива. Методистички стоматолог и прохибициониста Томас Брамвел Велч применио је нове технике пастеризације како би зауставио природни процес ферментације сока од грожђа. Неки хришћани који су били део растућег покрета умерености вршили су притисак на прелазак са вина на сок од грожђа, а замена се брзо проширила на већи део Сједињених Држава, као и на друге земље у мањем степену. Остаје стална дебата између неких америчких протестантских деноминација о томе да ли се вино може и треба користити за евхаристију или да ли је дозвољено као обично пиће, при чему католици и неки главни протестанти дозвољавају умерено пијење вина, а неке конзервативне протестантске групе се противе конзумирању алкохола у целини.
Најранија традиција виноградарства у југозападним Сједињеним Државама почиње са светим вином, почевши од 1600-их, када су хришћански фратри и монаси производили вино из Новог Мексика.

### Ислам
Алкохолна пића, укључујући вино, забрањена су у већини тумачења Исламског закона. У многим муслиманским земљама поседовање или конзумација алкохолних пића носи законске казне. Иран је раније имао успешну винску индустрију која је нестала након Исламске револуције 1979. године. У Великој Персији, меј (персијско вино) је била централна тема поезије више од хиљаду година, дуго пре појаве ислама. Неке алевијске секте – једна од две главне гране ислама у Турској (други је сунитски ислам) – користе вино у својим верским службама.
Важе одређени изузеци од забране алкохола. Алкохол добијен из другог извора осим грожђа (или његових нуспроизвода) и урми дозвољен је у „веома малим количинама“ (лабаво дефинисаним као количина која не изазива интоксикацију) према сунитском ханефијском мезхебу, за посебне сврхе (као што су лекови), где циљ није интоксикација. Међутим, савремени ханефијски научници сматрају да је конзумирање алкохола потпуно забрањено.

## Паковање
Већина вина се продаје у стакленим флашама, које су зачепљене чеповима (од којих 50% долази из Португалије). Све већи број произвођача вина користи алтернативне затвараче као што су завртни чепови и синтетичка пластика. Иако су алтернативни затварачи јефтинији и спречавају мрље од плуте, они су окривљени за проблеме као што је прекомерна редукција.
Нека вина се пакују у дебеле пластичне кесе у кутијама од валовитог картона и називају се „бокс вина“ или „вино из бачве“. Унутар паковања је увучена славина причвршћена за врећу у кутији, или бешику, коју касније потрошач продужава за послуживање садржаја. Вино из кутије може да остане прихватљиво свеже до месец дана након отварања јер се бешика колапсира док се вино истаче, ограничавајући контакт са ваздухом и на тај начин успоравајући брзину оксидације. Насупрот томе, флаширано вино брже оксидира након отварања због све већег односа ваздуха и вина како се садржај испушта; оно се може значајно деградирати за неколико дана. Конзервирано вино је један од најбрже растућих облика алтернативног паковања вина на тржишту.
Еколошка разматрања паковања вина откривају предности и недостатке како флашираних, тако и вина у кутијама. Стакло које се користи за прављење боца је нетоксична, природна супстанца која се у потпуности може рециклирати, док је пластика која се користи за кутије за вино обично много мање еколошки прихватљива. Међутим, произвођачи боца вина су цитирани због кршења Закона о чистом ваздуху. Уводник Њујорк Тајмса је сугерисао да вино у кутији, пошто је мање захтевно у погледу паковања, има смањени угљенични отисак своје дистрибуције; међутим, пластична кутија за вино, иако се може рециклирати, може бити радно интензивнија (и стога скупља) за обраду од стаклених боца. Поред тога, док се кутија за вино може рециклирати, њена пластична бешика највероватније не може. Неке људе привлачи вино у конзерви због његове преносивости и амбалаже која се може рециклирати.
Нека вина се продају у бачвама од нерђајућег челика и називају се точено вино.

## Складиштење
Вински подруми, или винске собе, ако су надземне, су места посебно дизајнирана за складиштење и одлежавање вина. Фини ресторани и неке приватне куће имају винске подруме. У активном винском подруму, температуру и влажност одржава систем за контролу климе. Пасивни вински подруми се не контролишу климом и зато морају бити пажљиво лоцирани. Пошто је вино природан, кварљив прехрамбени производ, све врсте – укључујући црвено, бело, пенушаво и ојачано – могу се покварити када су изложене топлоти, светлости, вибрацијама или флуктуацијама температуре и влажности. Када се правилно чувају, вина могу задржати свој квалитет и у неким случајевима побољшати арому, укус и сложеност како старе. Неки стручњаци за вино тврде да је оптимална температура за одлежавање вина 13 °C (55 °F), други наводе 15 °C (59 °F).
Фрижидери за вино нуде минијатурну алтернативу винским подрумима и доступни су у капацитетима од малих јединица од 16 боца до комада квалитета намештаја који могу да садрже 500 боца. Фрижидери за вино нису идеални за одлежавање, већ служе за хлађење вина на одговарајућој температури за пиће. Ови фрижидери одржавају ниску влажност (обично испод 50%), испод оптималне влажности од 50% до 70%. Нижи нивои влажности могу временом исушити чепове, омогућавајући кисеонику да уђе у боцу, што смањује квалитет вина кроз оксидацију. Док се неке врсте алкохола понекад чувају у замрзивачу, као што је вотка, није могуће безбедно замрзнути вино у боци, јер нема довољно простора да се прошири док се смрзава и боца обично пуца. Одређени облици боце могу дозволити да се чеп изгура ледом, али ако је боца замрзнута са стране, вино у ужем грлу ће се увек прво замрзнути, спречавајући то.

## Фалсификовање и манипулација
Инциденти преваре, као што је погрешно означавање порекла или квалитета вина, резултирали су прописима о обележавању. „Вински скандали“ који су привукли пажњу медија укључују:
- Скандал са диетилен гликолом у вину из 1985. године, у којем је диетилен гликол коришћен као заслађивач у неким аустријским винима.
- Године 1986. метанол (токсична врста алкохола) је коришћен за измену одређених вина произведених у Италији.
- Године 2008. утврђено је да нека италијанска вина садрже сумпорну киселину и хлороводоничну киселину.[152]
- Године 2010. откривено је да су нека кинеска црвена вина фалсификована, и као последица тога је кинеска провинција Хебеј затворила скоро 30 винарија.[153][154]
- У 2018, милион боца француског вина је лажно продато као висококвалитетно вино Кото-ду-Рон[155][156]

## Утицаји на здравље

### Краткорочни
Вино садржи етил алкохол, хемикалију у пиву и дестилованом жестоким пићима. Ефекти вина зависе од конзумиране количине, временског периода током којег се конзумира и количине алкохола у вину, између осталих фактора. Пијење довољно да се постигне концентрација алкохола у крви (BAC) од 0,03%-0,12% може изазвати опште побољшање расположења, повећати самопоуздање и друштвеност, смањити анксиозност, црвенило лица и нарушити расуђивање и фину моторичку координацију. BAC од 0,09% до 0,25% изазива летаргију, седацију, проблеме са равнотежом и замагљен вид. BAC од 0,18% до 0,30% изазива дубоку конфузију, поремећен говор (нпр. нејасан говор), тетурање, вртоглавицу и повраћање. BAC од 0,25% до 0,40% изазива омамљеност, несвестицу, антероградну амнезију, повраћање и смрт може настати услед депресије дисања и удисања повраћања током несвести. BAC од 0,35% до 0,80% изазива кому, по живот опасну респираторну депресију и могуће тровање алкохолом са смртним исходом. Управљање возилом или машином у пијаном стању може повећати ризик од несреће, а многе земље имају законе против алкохола и вожње. Друштвени контекст и квалитет вина могу утицати на расположење и емоције.

### Дугорочни
Главни активни састојак вина је етанол. Један систематски преглед и мета-анализа из 2016. открили су да умерена конзумација етанола није донела никакву корист у виду умањења морталитета у поређењу са доживотном апстиненцијом од конзумирања етанола. Систематска анализа података из студије Глобалног оптерећења болести показала је да конзумација етанола повећава ризик од рака и повећава ризик од смртности од свих узрока, те да је најздравија доза етанола нулта потрошња. Неке студије су закључиле да је конзумирање малих количина алкохола (мање од једног пића дневно код жена и два пића дневно код мушкараца) повезано са смањеним ризиком од срчаних обољења, можданог удара, дијабетес мелитуса и ране смрти. Конзумација етанола повећава ризик од срчаних обољења, високог крвног притиска, атријалне фибрилације и можданог удара. Неке студије које су известиле о предностима умерене конзумације етанола погрешиле су тако што су особе које су некад пиле и доживотне апстиненте ставили у једну групу оних који не пију, скривајући здравствене предности доживотног уздржавања од етанола. Ризик је већи код млађих људи због опијања које може довести до насиља или несрећа. Око 3,3 милиона смртних случајева (5,9% свих смртних случајева) годишње је последица употребе етанола.
Поремећај употребе алкохола је немогућност заустављања или контроле употребе алкохола упркос штетним последицама по здравље, посао или односе; алтернативни термини укључују алкохолизам, злоупотребу алкохола, зависност од алкохола или алкохолну адикцију. Употреба алкохола је трећи водећи узрок ране смрти у Сједињеним Државама. Ниједно професионално медицинско удружење не препоручује да људи који не пију треба да почну да пију вино.
Прекомерна конзумација алкохола може изазвати цирозу јетре и алкохолизам. Америчко удружење за срце „упозорава људе да НЕ почну да пију… ако већ не пију алкохол. Они би требало да се консултују са својим лекаром о предностима и ризицима конзумирања алкохола у умереним количинама.”
Иако црно вино садржи више стилбенског ресвератрола и других полифенола него бело вино, докази о добробити за здравље срца су лошег квалитета и, у највећем случају, корист је тривијална. Љуске грожђа природно производе ресвератрол као одговор на гљивичну инфекцију, укључујући излагање квасцу током ферментације. Бело вино углавном садржи ниже нивое ове хемикалије, јер има минималан контакт са љуском грожђа током овог процеса.